# Zeri
Zeri est une commune italienne de la province de Massa-Carrara, dans la région Toscane.

## Histoire
On y a découvert une tombe à incinération de l'Âge du bronze qui rappelle la culture des Terramares de la plaine du Pô[réf. souhaitée].

### Hameaux
Patigno, Coloretta, Valditermine, Bergugliara, Adelano, Rossano, Noce, Castello, Ferdana, Villaggio Aracci, La Dolce, Antara, Villaggio Passo del Rastrello, Bosco di Rossano, Codolo, Castoglio.

### Communes limitrophes
Albareto, Mulazzo, Pontremoli, Rocchetta di Vara, Sesta Godano, Zignago.